# 胜利街道 (内江市)
胜利镇，是中华人民共和国四川省内江市东兴区下辖的一个乡镇级行政单位。

## 行政区划
胜利镇下辖以下地区：
蟠龙社区、三湾社区、碑山社区、插箭山社区、胜利村、新立村、园艺村、五星村、生产村、平乐村、和平村、联合村、双凼村、前进村、桑园村、望山村和花萼村。